# Ina (Illinois)
Ina es una villa ubicada en el condado de Jefferson en el estado estadounidense de Illinois. En el Censo de 2010 tenía una población de 2338 habitantes y una densidad poblacional de 367,85 personas por km².

## Geografía
Ina se encuentra ubicada en las coordenadas 38°8′58″N 88°54′15″O / 38.14944, -88.90417. Según la Oficina del Censo de los Estados Unidos, Ina tiene una superficie total de 6.36 km², de la cual 6.36 km² corresponden a tierra firme y (0%) 0 km² es agua.

## Demografía
Según el censo de 2010, había 2338 personas residiendo en Ina. La densidad de población era de 367,85 hab./km². De los 2338 habitantes, Ina estaba compuesto por el 58.68% blancos, el 35.12% eran afroamericanos, el 0.34% eran amerindios, el 0.26% eran asiáticos, el 0% eran isleños del Pacífico, el 5.09% eran de otras razas y el 0.51% pertenecían a dos o más razas. Del total de la población el 9.28% eran hispanos o latinos de cualquier raza.